# Kolozsvár címere

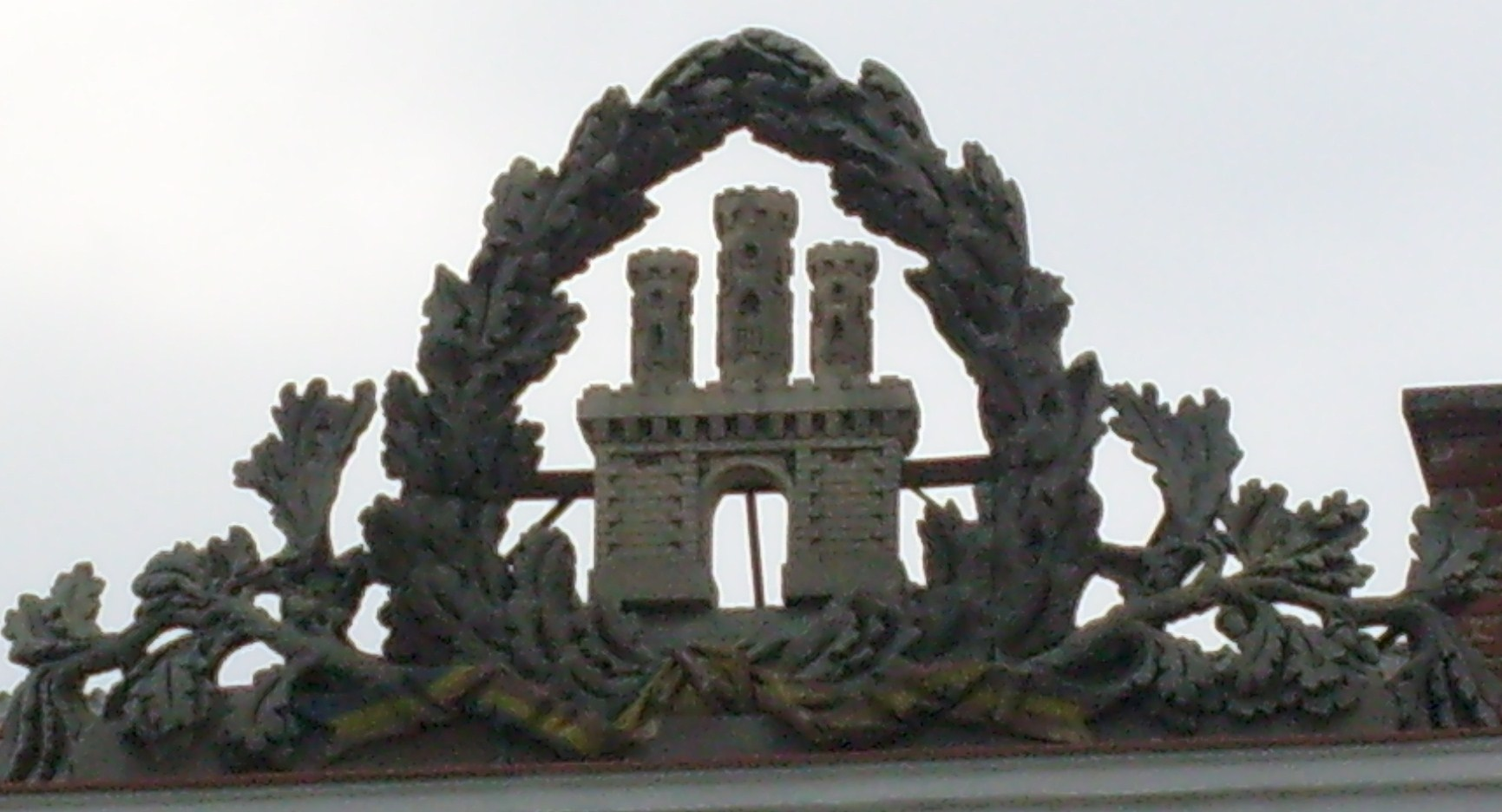
A régi címer a régi kolozsvári városházán

Kolozsvár címere középkori eredetű, mintájául a város pecsétje szolgált. Az első fennmaradt dokumentum, amelyben szerepelt, a szűcsök céhének 1369-es oklevele volt. Használata az évszázadok során állandósult, még a két világháború között is ezt használták. 1948-ban Romániában általános jelleggel betiltották a megyék és a városok címerének használatát, de az 1968-as közigazgatási átalakítást követően ismét bevezették a címereket; az ekkor tervezett „szocialista” címeren szintén megjelent a háromtornyos, városfalas-kapus motívum. 1999-től kezdve a város akkori polgármestere, Gheorghe Funar egy teljesen új címert kezdett használni, amelyet utódja, Emil Boc is megtartott, a szakértők és a lakosság véleménye ellenére is. 2010-ben aláírásgyűjtés indult a régi címer visszaállítása érdekében.

## Története

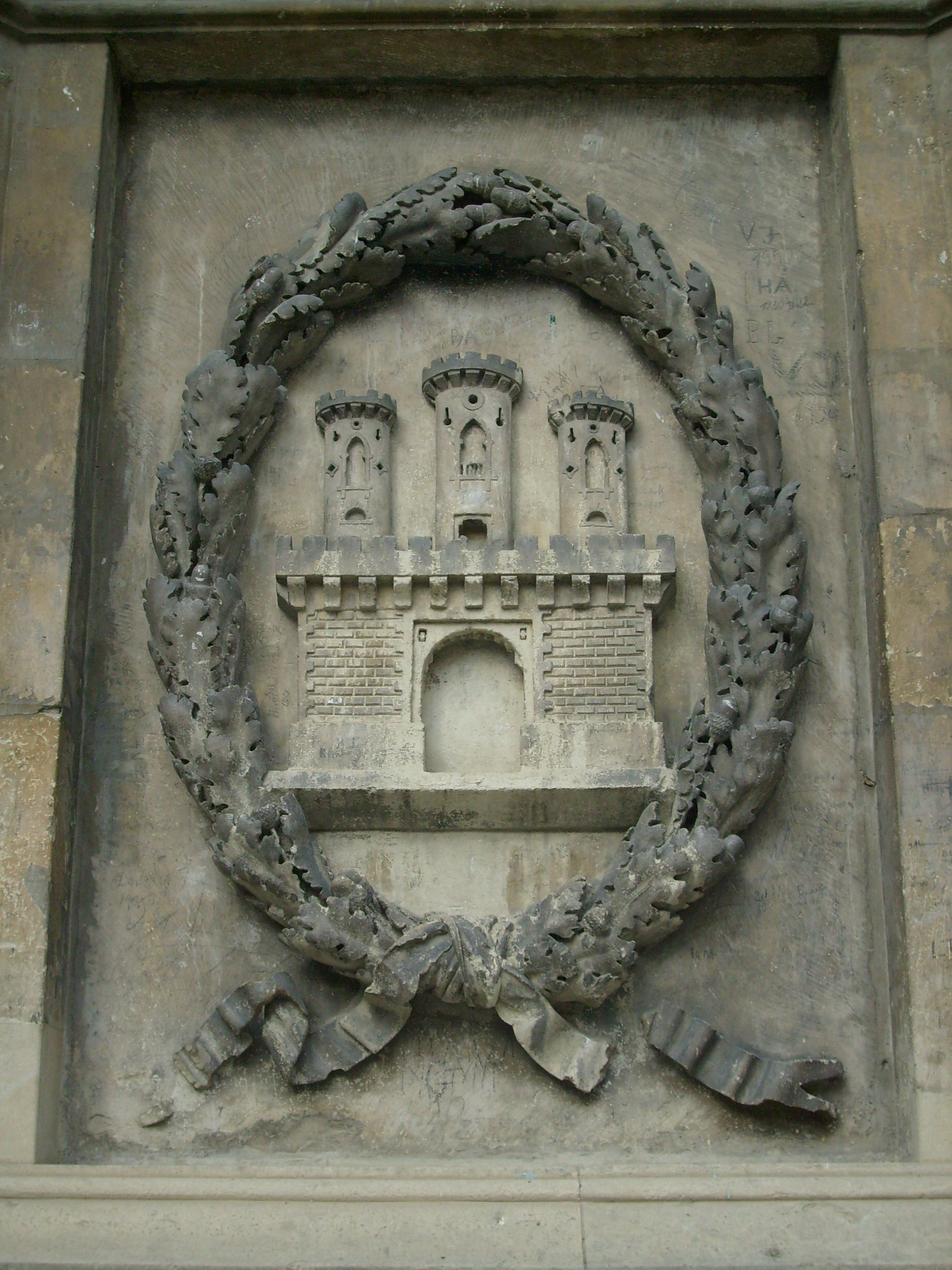
A történelmi címer a Karolina-oszlopon
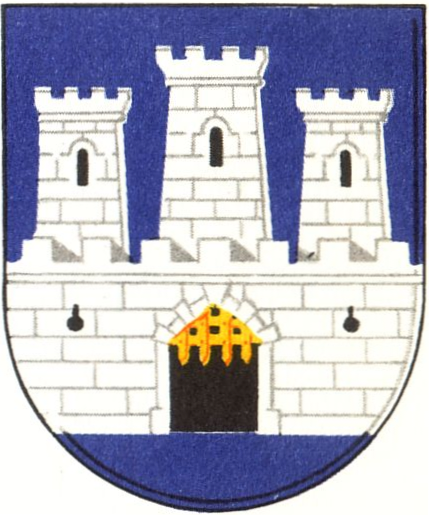
Kolozsvár régi címere modern formában
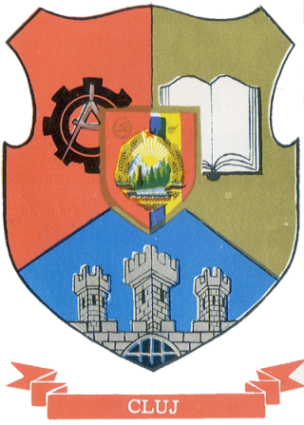
Az 1972–1989/90 közötti címer
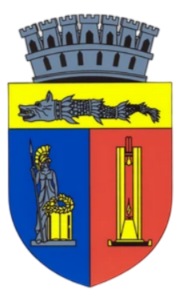
Az 1999-től kezdve használt címer

Az első oklevél, amelyet a háromtornyos pecséttel láttak el, nem a város levéltárából, hanem a szűcsök céhládájából került elő és az 1369-es dátumot viseli. A pecsétet Nagy Lajos király 1377. május 18-án, Besztercén kelt engedélylevelében a város hiteles pecsétjévé nyilvánította Székely Tamás fia Miklós, kolozsvári bíró és Lőrinc fia László, kolozsvári polgár kérésére. Egyes könyvekben ugyan az szerepel, hogy a címert Nagy Lajos adományozta a városnak, de az említett oklevélből világosan kiderül, hogy a pecsétet a város már korábban is használta, a királytól csak annak hivatalos elismerését kérték.
1405. július 2-án Luxemburgi Zsigmond szabad királyi várossá nyilvánította Kolozsvárt és újból megerősítette pecsétjét, és Buda város pecsétjével egyenlő erejűvé tette. Nincs arra vonatkozó adat, hogy a városnak címert adományoztak volna; a pecsét képét maga a város kezdte címerként használni az épületeken és zászlókon.
A legkorábbi épület, amelyen a város címere látható, a főtéri Szent Mihály-templom. A címer az 1377 körül elkészült északi hajó közepén, a csúcsíves boltozat egyik zárókövében található. A Szent Mihály-templomban egy későbbi (1528) címerábrázolás is fennmaradt a sekrestye reneszánsz ajtókeretének talapzatán. A hajdani vár részei közül a ma már nem létező Hídkapun, a Szabók bástyáján, illetve a Vargák tornya melletti falon jelent meg. A város címere díszíti a Karolina-oszlop egyik oldalát, a régi városháza oromzatát, a főposta homlokzatát, valamint a Széchenyi (Mihai Viteazul) tér 6. szám alatti épület oromzatát.
A két világháború közötti Romániában királyi rendelet született Kolozsvár címeréről (1930. július 30.), amely a középkori eredetű címer használatát erősítette meg. 1948-ban a kommunista hatóság betiltotta a megyei és városi címerek használatát, mivel feudális örökségnek tekintette ezeket. Az 1968-as közigazgatási átalakítást követően ismét bevezették a címereket; az ekkor tervezett „szocialista” címeren a város iparát jelképező fogaskerék és a kulturális életet szimbolizáló könyv mellett megjelent a háromtornyos, városfalas-kapus motívum is.
1999-től kezdve a város akkori polgármestere, Gheorghe Funar egy teljesen új címert kezdett használni, amelyet egy középiskolás diáklány készített egy 1994-es verseny során. A dák farkast, Minerva alakját és a memorandisták emlékművét ábrázoló címert jogszerűtlennek és szakszerűtlennek tartják, mivel nem tartja be a heraldika szabályait és a Regionális Heraldikai Bizottság (Comisia Zonala de Heraldica) nem hagyta jóvá. Ennek ellenére a következő polgármester, Emil Boc is megtartotta a címert, a szakértők és a lakosság véleménye ellenére is. 2009-ben a Román Akadémia kolozsvári tagjai azzal a kéréssel fordultak az újonnan megválasztott Sorin Apostu polgármesterhez, hogy szüntesse meg a törvénytelen címer használatát. 2010-ben aláírásgyűjtés indult a régi címer visszaállítása érdekében.

## Leírása
A pecséten fennmaradt címerhez képest az idők folyamán kisebb változtatások történtek: az eredetileg henger alakú három torony szögletessé alakult, és lőrések is megjelentek rajta, a városkapura csapórács került. Benkő József szerint a címeren régebben oroszlán is volt, a kapu belső részéhez kötözve a jobb oldali bilinccsel. Egyes ábrázolásokon pajzsba foglalva jelenik meg. A pajzskorona első előfordulása 1844-ből származik.